# Miep Gies
Miep Gies (15. veljače 1909. – 11. siječnja 2010.) je bila jedna od nizozemskih građana koja je skrivala Annu Frank, njenu obitelj i nekoliko obiteljskih prijatelja na tavanu iznad radnje Anninog oca od nacista za vrijeme Drugog svjetskog rata. Otkrila je i sačuvala dnevnik Anne Frank nakon što je cijela obitelj bila uhićena.

## Vanjske poveznice
- Miep Gies - Yad Vashem website (engl.)